# رزویل (آیوا)
رزویل (به انگلیسی: Rossville) یک منطقهٔ مسکونی در ایالات متحده آمریکا است که در شهرستان آلاماکی، آیووا واقع شده‌است. رزویل ۳۵۸٫۱۴ متر بالاتر از سطح دریا واقع شده‌است.